# Luxembourg station
Luxembourg är en station för linje B som är en del av Paris pendeltåg eller RER som tågen kallas för i Paris. Stationen är underjordisk och öppnade år 1978 för linje B men redan 1895 öppnade en station på samma plats, som en av Paris första underjordiska stationer. Utanför stationen ligger Paris kända park, Luxembourgträdgården samt byggnaden Panthéon. Stationen byggdes om samt moderniserades år 2008.

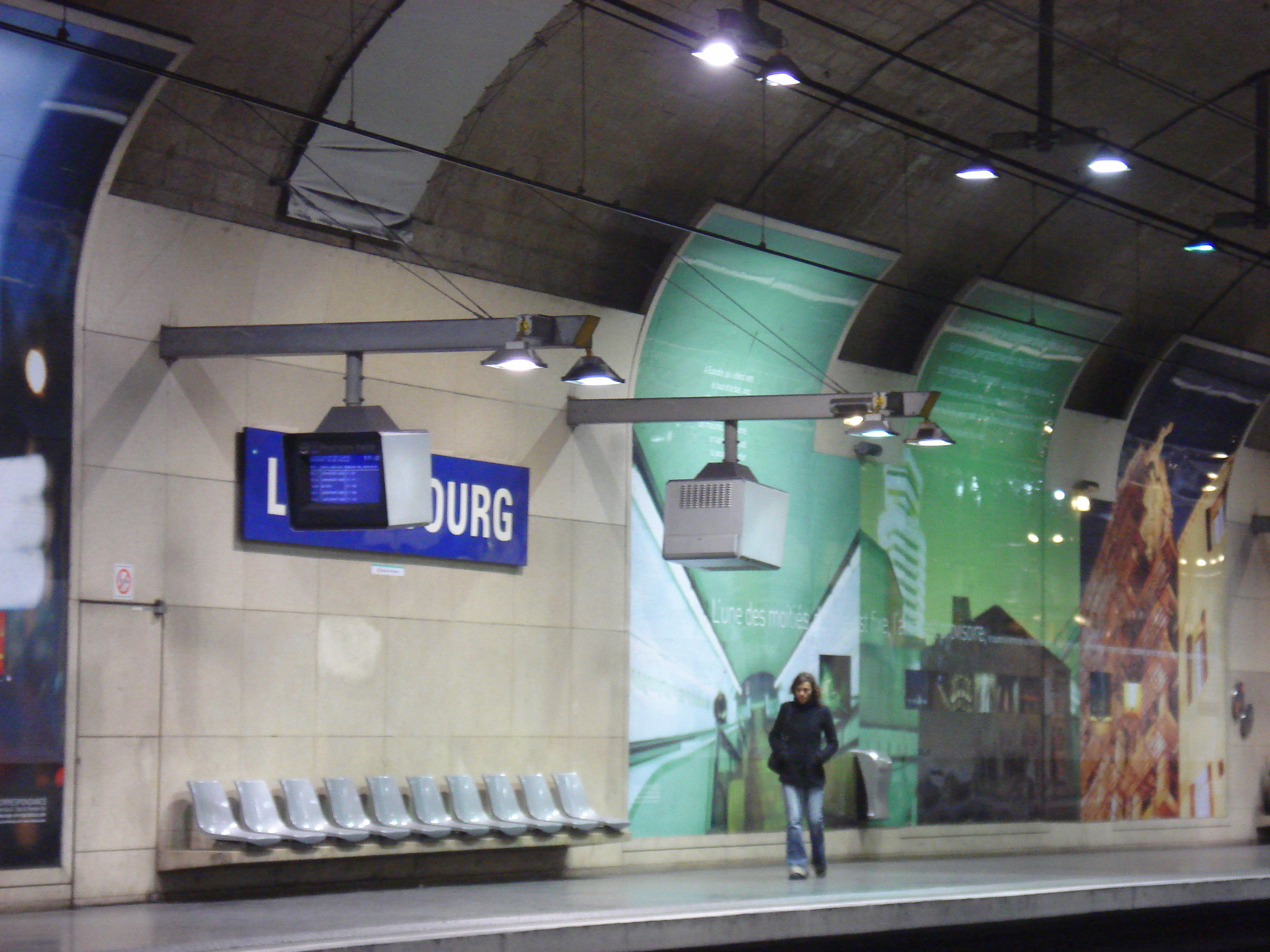
Perrong
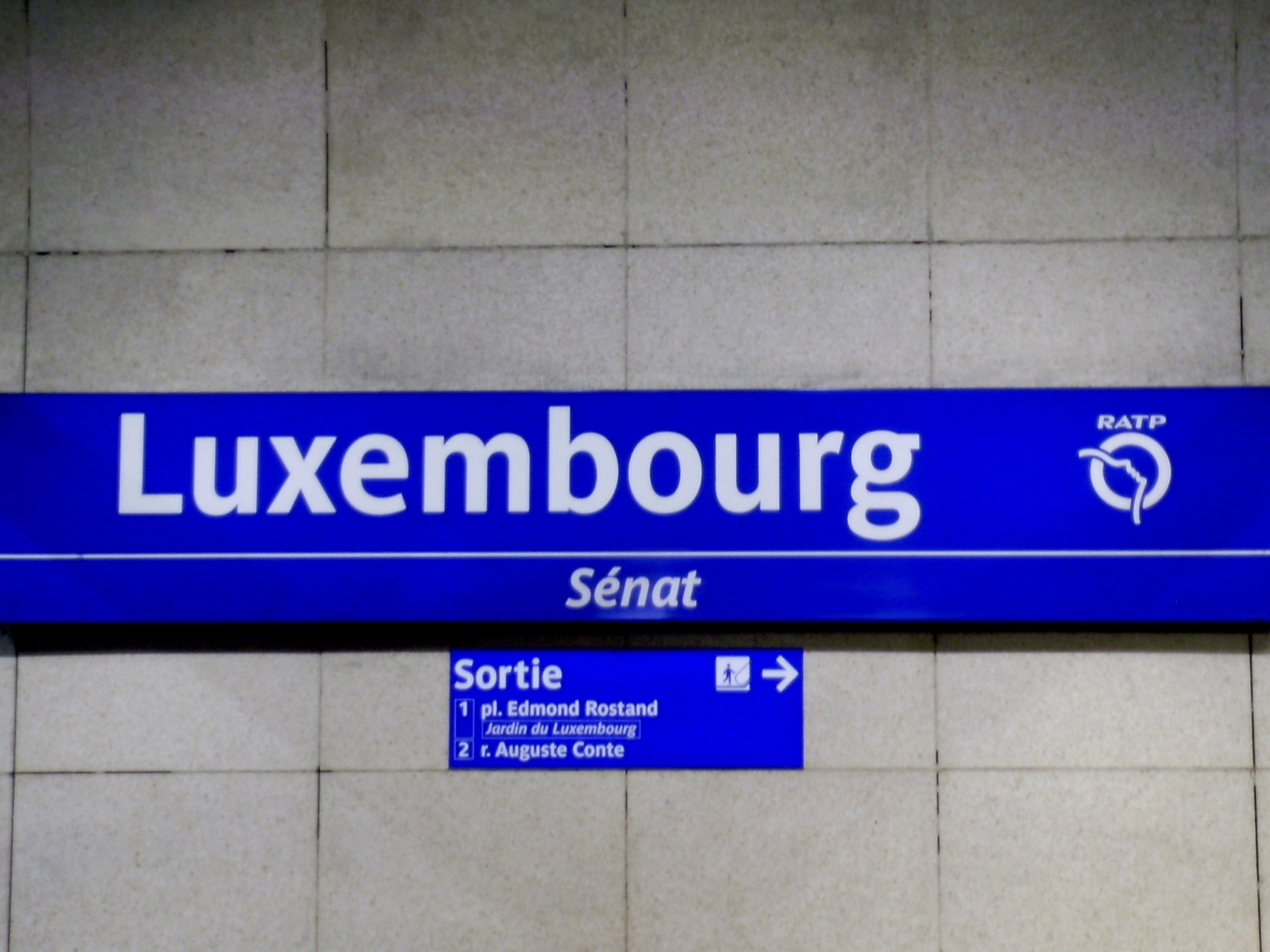
Stationsnamnet
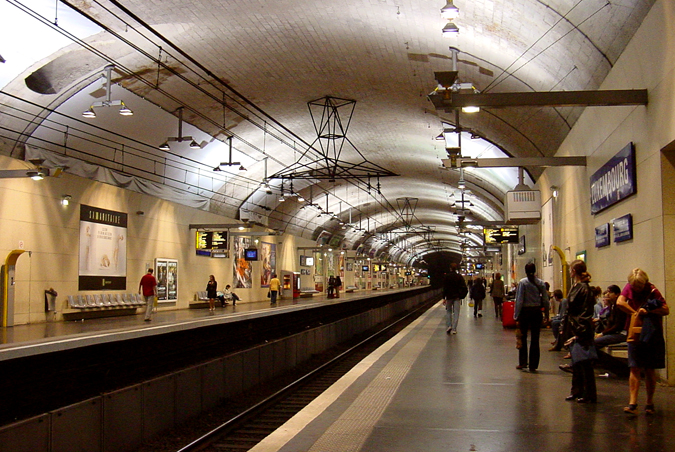
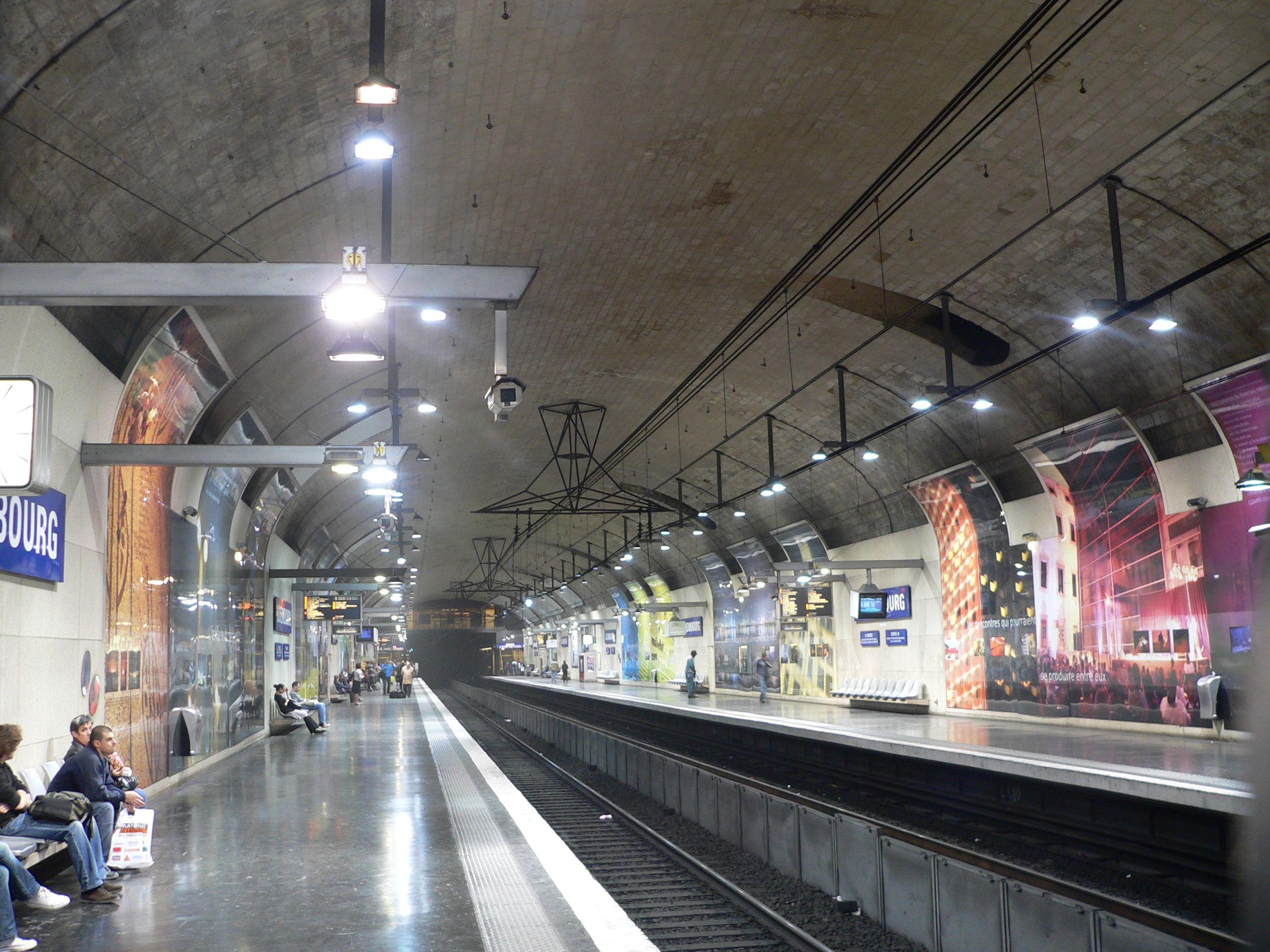

## Historia
År 1895 öppnade stationen som underjordisk slutstation på järnvägslinjen Sceaux. Den tidigare slutstationen var Denfert-Rochereau men man ville ha en mer central station och byggde därför station Luxembourg 1892–1895. Entrén till stationen placerades längst ner i byggnaden som bildar hörnet av Boulevard Saint-Michel och Rue Gay-Lussac. Modernisering och ombyggnad av stationen skedde 1973–1978 och den gamla entrén stängdes och flera nya entréer tillkom.

## Källa
1. ↑  Gare RER du Luxembourg : travaux reportés, Artikel från 26 maj 2011, från francesurf.net, Hämtat 7 juli 2013.